# Fenshui, Chongqing
Fenshui (kinesiska: 分水) är en köping i sydvästra Kina. Den ligger i stadsdistriktet Wanzhou i storstadsområdet Chongqing, omkring 190 kilometer nordost om det centrala stadsdistriktet Yuzhong. Antalet invånare är 60 308. Befolkningen består av 30 528 kvinnor och 29 780 män. Barn under 15 år utgör 19,0 %, vuxna 15-64 år 64 %, och äldre över 65 år 15,0 %.